# Encomiendas en Filipinas
La encomienda fue una institución socioeconómica mediante la cual un grupo de individuos debía retribuir a otros en trabajo, especie o por otro medio, para disfrutar de un bien o una prestación que hubiesen recibido. En este artículo se facilita una descripción detallada de las encomiendas en la isla de Luzón y las otras Islas Filipinas que pertenecen a Su Majestad Católica,  con los nombres de los encomenderos y una relación que comprende tributarios en cada encomienda, ministros de instrucción, las capitales y los alcaldes, datos referidos al 31 de mayo de 1591.

## Tributarios y ministros de instrucción
En las ciudades de Manila y Tondo, así como en las provincias de Pampanga, Pangasinan, Ylocos, Cagayán, La Laguna, Camarines, Masbate, Cebú, Panay, Balayan y Calilaya, existen 166.903 contribuyentes, lo que supone 676.612 almas sin contar con los religiosos de los conventos de Manila.
Para instruir a los nativos y administrar los santos sacramentos había entonces 140 sacerdotes católicos, de los cuales 20 pertenecen al clero diocesano, 79 son agustinos, 9 dominicos, y los restantes 42 franciscanos.
Se desprende de esta relación que existe una falta de ministros, precisándose al menos otros 171 para así poder proporcionar una adecuada instrucción.
Su Majestad Católica tiene 31 encomiendas en dichas provincias. En manos privadas se encuentran otras 236.
En algunas encomiendas de Cagayán no se recaudan tributos, porque no están pacificados, mientras que en otros casos no merece la pena recaudarlos por su escasa cuantía económica.
Dichas provincias tienen 12 Alcaldías Mayores, cada alcalde cuenta con su suplente; y, además, hay tres que son sus propios diputados.
En algunos de estos distritos resulta difícil acudir a la administración de justicia debido a la distancia a que se encuentran de las capitales donde residen los alcaldes mayores.

## Relación de encomiendas

### Manila y Tondo
Las encomiendas bajo las jurisdicciones judiciales y civiles de Manila y Tondo contaban con 9.410 tributos, que representaban aproximadamente unas 30.640 almas.
La ciudad de Manila se encuentra en la isla de Luzón. Es la capital de todas las islas, y la residencia habitual del gobernador   capitán general, sede de su Consejo, y también del ejército de Su Majestad Católica.
En esta ciudad son muchos los indios responsables, tanto en el servicio como en otras ocupaciones, por lo que, de los 3.000 tributarios posibles, no más de 500 contribuyen a su
Majestad. Para la administración de los sacramentos y dar instrucción cristiana hay una cura para los indios, que asistien a misa en el hospital de los españoles. Ellos están bajo la jurisdicción de Manila, en los asuntos de la justicia.
- Encomienda de Bagunbaya,  Su Majestad acumula alrededor de 300 tributos enteros, esto significa una 1.200 almas. El convento de San Agustín de Manila proporciona instrucción para un tercio de ellos, los más cercanos de la ciudad, mientras que los otros dos tercios van a misa allí. Estos indios están bajo la jurisdicción de Manila.
- Encomienda de Laguio y Malate,  Su Majestad recoge 300 tributos, que representan 1.200 almas, en el pueblo de Laguio y Malate. Son instruidos por un religioso agustino, que cuenta con iglesia y casa allí. Ellos están bajo la jurisdicción de Manila.
- Encomienda de Longalo y Parañaque. En el pueblo de Longalo y Parañaque, dos lugares que se han fusionado, Su Majestad recoge 800 tributos,  contando lod de otras pequeñas aldeas,  representan, en total, 3.200 almas. Están a cargo de un convento agustino allí establecido que cuenta con dos religiosos, quienes visitan las restantes aldeas.  Estos indios están bajo la jurisdicción de Tondo.
- Encomienda de Cabite u otros. En el pueblo de Cabite y otras aldeas vecinas, Su Majestad tiene 370 tributos, lo que representa unas 1.480 almas. A cargo de un residente eclesiástico quien visita algunos pequeños pueblos limítrofes y también el puerto de Cavite donde atiende a los marineros españoles.
- Encomienda de Maragondon. En el pueblo de Maragondón, antigua visita de Cavite, Su Majestad recoge 200 tributos, que representan 800 almas. Por negligencia del obispo durante tres años han estado sin instrucción.
- Encomienda de Dilao. En el pueblo de Dilao Su Majestad recoge 200 tributos, lo que representa 800 almas, cuya instrucción está a cargo del convento de San Francisco de Manila, donde asisten a misa, ya que está bastante cerca.
- Encomienda de Tondo. La ciudad de Tondo, en el otro lado del río, frente a Manila contrario, es una encomienda de su Majestad. Cuenta con alcalde que ejerce su propia jurisdicción sobre Tondo, Nabotas y Tambobo. Recogen 1.500 quinientos que representan 6.000 almas. Cuenta con un convento de agustinos con dos ministros, número suficiente para dar instrucción a los indios.
- Encomienda de Zapa. En el pueblo de Capa,  encomienda de su Majestad, se recogen 200 tributos. En Pandaca, encomienda de Pedro de Chaves se recogen más de 100. En otras pequeñas aldeas vecinas, aguas arriba, que pertenecen al hijo menor de Velázquez, se han recogido otros 200 que en conjunto, estos ascienden a 400. La instrucción de los indios está a cargo de un religioso franciscano que reside en Zapa visitando los otros lugares.
- Encomienda de Pasig, pertenece a Thome de la Ysla. Recibe 2.000 tributos y la instrucción corre a cargo de un monasterio agustino con dos ministros. En las tierras altas se encuentras otros 2.000 Tingues quienes no pagan ningún tributo y tampoco reciben instrucción, para lo que sería preciso estar provistos de dos ministros más.
- Encomienda de Taguig, pertenece al capitán Vergara. Recibe 800 tributos y la instrucción corre a cargo de los agustinos.

### La Pampanga
Las encomiendas de Pampanga contaban con  18.680 contribuyentes, lo que suponía unas  74.720 almas. Tienen 28 ministros de la enseñanza, suficientes para la instrucción de los indios. El territorio se encontraba bien gobernado, tanto en materia judicial como civil.
- Encomienda de Batán, perteneciente a Juan Esguerra, cuenta con cerca de 1000 tributarios, que representan a unas 4.000 almas atendidas por un fraile dominico: La justicia es administrada por un diputado.
- Encomienda de Bitis y Lubao, pertenece a Su Majestad, tiene alrededor de 5.000 tributos o 20.000 mil almas atendidas por cuatro frailes agustinos. La justicia es ejercida por el Alcalde Meyor de Bitis y Lubao y su adjunto.[2]
- Encomienda de Macabebe, perteneciente a Pedro de Chaves, tiene cerca de 2.300 tributos, lo que supone unas 9.200 almas, a cargo de un fraile agustino. Algunos indios se establecieron en nuevas tierras de cultivo en Araya. La justicia es administrada por el alcalde Mayor de Bitis y Lubao.
- Encomienda de Candava, perteneciente a Juan Ronquillo y a Goncalo de Ballesteros, tiene cerca de 2.000 contribuyentes lo que equivale a unas 8.000 personas. atendidas por un fraile agustino y también por los religiosos del pueblo por encima de Araya. La jurisdicción civil la ejerce el alcalde mayor de Candava.[3]
- Encomienda de Apali, perteneciente a una hija menor de edad de Santos, tiene 170 tributos y 80 personas. Todos los pueblos que figuran a continuación son instruidos por un fraile agustino, que vive en el pueblo de Apali. Todps estos pueblos se encuentra en la jurisdicción de Candava y Calompit. En total, estos ascienden a 780 contribuyentes  o 2.620 almas.
  - La encomienda de Cabanbangan, perteneciente a Juan López de León, tiene alrededor de 300 tributos, o 1.200 personas.
  - La encomienda del pueblo que se llama Castilla, perteneciente a su Majestad Católica, tiene 70 tributos o 280 personas.
  - Otro pueblo, llamado Capalangan, con 70 homenajes, o 280 ochenta personas, pertenece a Antonio de Cañedo.
- Encomienda de Calompit,[4]
- Encomienda de Malolos,
- Encomienda de Binto,
- Encomienda de Guinguinto,
- Encomienda de Caluya,
- Encomienda de Bulacán,[5]
- Encomienda de Mecabayan,

### Pangasinán
- Lingayén
- Sunguian
- Magaldán
- Labaya
- Tugui y Bolinao

### Ilocos
La ciudad de Bigan se llama Villa Fernandina. Cinco o seis ciudadanos españoles se han establecido allí. Tiene un párroco, un Alcalde Mayor (Alcaldía Mayor de Ilocos)  y un diputado.
- Baratao
- Purao, hoy Balaoan,
- Dumaquaque
- Candón
- Nabucan
- Napandan
- Bigan
- Batay y Batanguey
- Panay
- Sinay y Cabugao
- Barao
- Boncan
- Ylagua
- Balleçillo
- El Abra de Bigan
- Bacarra
- Dinglas

## Cagayán
La ciudad de Nueva Segovia es la capital de Cagayán, y su principal puerto. Los españoles tienen un Alcalde Mayor (Alcaldía Mayor de Cagayán) subdirector y regidores. En esta ciudad hay un convento agustino con un sacerdote y un hermano.